# Association nationale de changement
 (avril 2010).
L'Association nationale de changement (arabe : الجمعية الوطنية للتغيير) est un groupement politique d'Égyptiens, de toutes les affiliations religieuses, et de représentants de la société civile, visant à changer l'Égypte fondé par Mohamed el-Baradei.

## Avant la révolution de 2011
Il y a eu accord général sur la nécessité d'unir toutes les voix appelant à un changement au sein d'une Assemblée nationale. Mohamed El Baradei est responsable de l'Association nationale pour le changement. Le mouvement visait à peser sur le régime dictatorial pour entamer un processus de démocratisation. Il convient de mentionner que le groupe politique interdit les Frères musulmans étaient représentés par un de leurs chiffres clés qui ont assisté à la réunion mais leur position en acceptant un non-membre de leur groupe en tant que candidat est encore floue.[pas clair] On ne sait pas si Amr Moussa la tête de la Ligue arabe qui a rencontré M. El Baradei un jour plus tôt sera le cadre du nouveau mouvement.
Les principaux objectifs de l’association est de travailler à un système politique fondé sur la démocratie et la justice sociale. La première étape sur cette voie est d’assurer des garanties de base d’élections libres et équitables impliquant tous les Égyptiens afin qu’il y ait une chance égale de se présenter et de gagner des élections, qu’il s’agisse d’élections législatives ou de l’élection présidentielle. Le programme de réformes est de l’Association nationale pour le changement est :
- Mettre fin à l’état d’urgence, qui dure depuis 1981.
- Surveillance judiciaire complète de l’ensemble du processus électoral.
- Égalité d’accès aux médias pour tous les candidats, en particulier pendant les élections présidentielles.
- Donner aux Égyptiens vivant à l’étranger le droit de vote dans les ambassades et consulats égyptiens.
- Droit de se présenter aux élections présidentielles sans conditions insurmontables conformément aux obligations de l’Égypte en vertu du Pacte international relatif aux droits civils et politiques, ainsi que, la limitation à deux mandats le service du président en poste.
- Exercice du vote contrôlé par le numéro national d’identification.
- Réforme des articles 76, 77 et 88 de la constitution.

En 2010, il lance une pétition pour le changement. Près de vingt mille militants se mobilisent pour atteindre le total de un million de signatures, mais la révolution du 25 janvier survient peu après.

## Figures de l'association
L'Association nationale de changement regroupe diverses personnalités, telles que :
- Mohamed ElBaradei (Président de l’Association).
- Hamdi Qandil (Le porte-parole officiel).
- Hassen Nafaa (Coordinateur général de l’Association et professeur de sciences politiques à l’Université du Caire).
- Abdurrahman Yusuf al-Qaradawi (Poète égyptien et militant politique).
- Shadi Taha (Membre du Parti Ghad El-Thawra).
- Hamdeen Sabahi (L’un des fondateurs de Dignity Party et le rédacteur en chef du journal du parti).
- Ayman Nour (Un Égyptien libéral et un ancien candidat à l’élection présidentielle en Egypte, fondateur de Hizb El-Ghad) et le président du parti Ghad El-Thawra.
- Gameela Ismail (Journaliste).
- George Ishak (Un leader du Mouvement Kefaya et son coordinateur et ancien porte-parole du mouvement).
- Yehia El Gamal (Ancien ministre égyptien et expert constitutionnel).
- Oussama Al Ghazali Harb (Président du Parti du Front démocratique).
- Saad El-Katatny (Président du bloc parlementaire des Frères musulmans).
- Khaled Youssef.
- Khaled Abol Naga (Acteur égyptien).
- Ali Badrakhan (Réalisateur égyptien).
- Basma Ahmed (Actrice égyptienne).
- Najla Fathi (Actrice égyptienne).
- Yousry Nasrallah (Réalisateur égyptien).
- Alaa Al Aswany(Président de l’Association) (Ecrivain égyptien).
- Naguib Sawiris (Homme d’affaires égyptien).
- Said El Kemny (Écrivain académique).
- Brahim Issa (cofondateur de l'hebdomadaire égyptien Al-Dustour).
- Mohamed Ghoneim (Néphrologue)[2].